# Cyprès et maisons à Cagnes
Cyprès et maisons à Cagnes est un tableau réalisé par le peintre italien Amedeo Modigliani en 1919. Cette huile sur toile de format vertical est un paysage urbain qui représente deux cyprès, s'élevant très verticalement, leurs troncs minces laissant apparaître les façades de deux maisons à Cagnes-sur-Mer, dans les Alpes-Maritimes, en France. L'œuvre est achetée par Albert Barnes au marchand d'art Paul Guillaume le 6 janvier 1925. Elle est conservée à la Fondation Barnes, à Philadelphie, en Pennsylvanie, aux États-Unis.